# 傑拉達省
34°18′42″N 2°09′49″W / 34.31167°N 2.16361°W

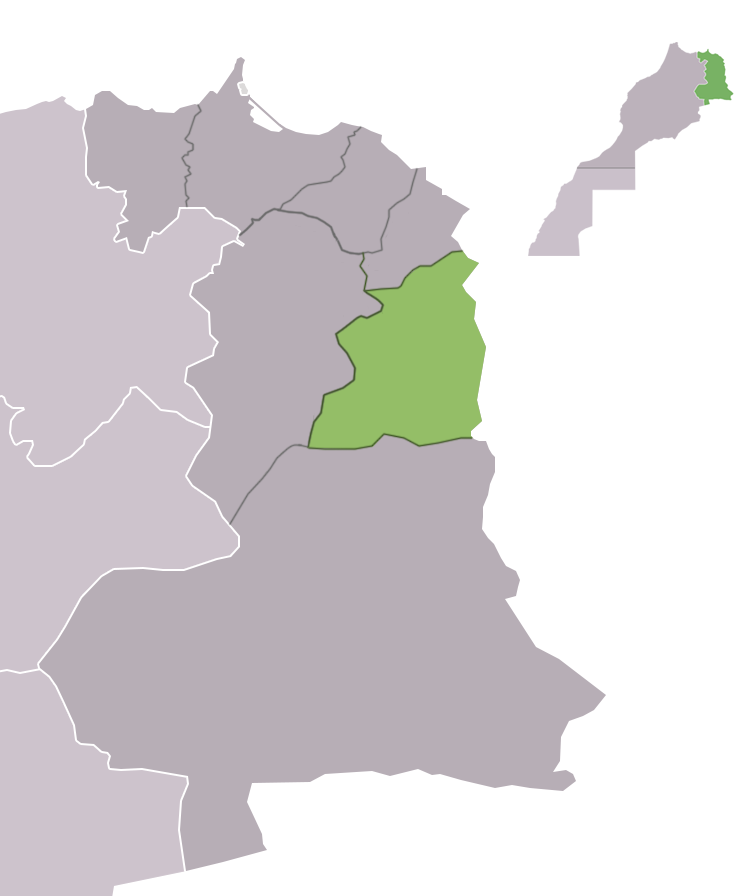

傑拉達省（阿拉伯语：‎），是摩洛哥的省份，位於該國東北部，由東部大區負責管轄，首府設於傑拉達，面積8,460平方公里，2004年人口105,840，人口密度每平方公里13人。